# Jorma Vallinkoski

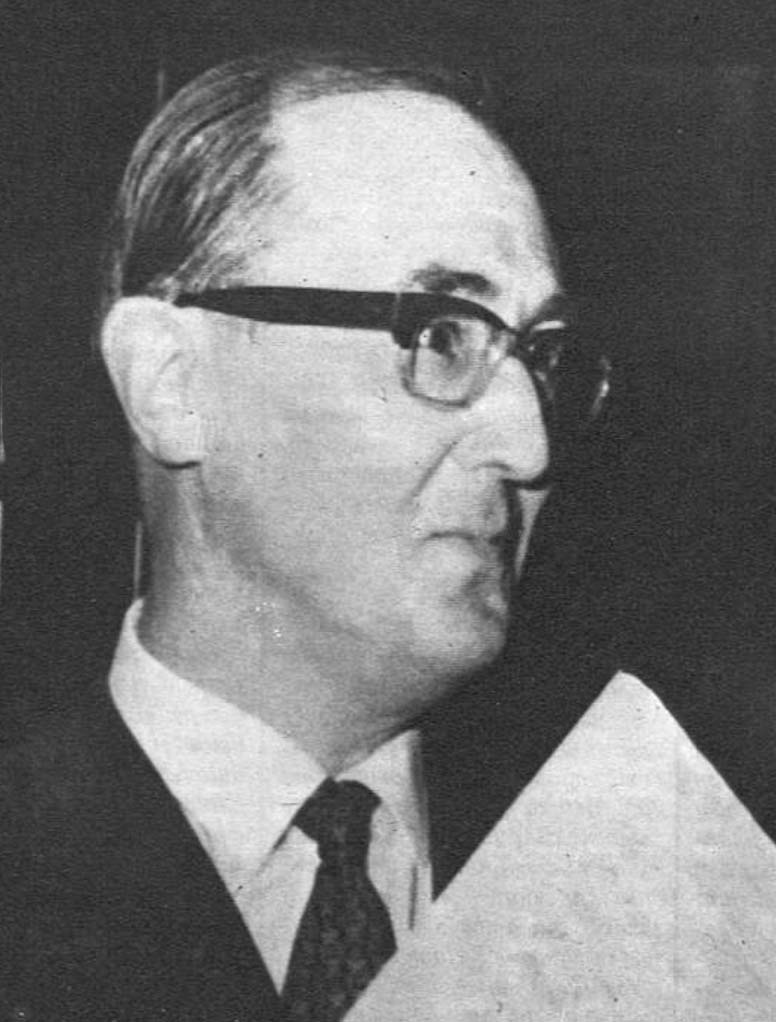
Jorma Vallinkoski.

Jorma Väinö Vallinkoski, född 14 augusti 1915 i Loimaa, död 26 december 1980 i Helsingfors, var en finländsk biblioteksman. 
Vallinkoski, som var son till provinsialläkare Väinö Nehemias Vallinkoski och Sally Malvina Eklund, blev student 1934, filosofie kandidat 1939, filosofie magister 1940, filosofie licentiat 1948 och filosofie doktor 1949. Han var amanuens vid Helsingfors universitetsbibliotek 1939–1949, bibliotekarie och föreståndare för inhemska avdelningen 1949–1956, överbibliotekarie från 1956 och professor från 1963. 
Vallinkoski var sekreterare i Helsingfors universitets folkupplysningsnämnd 1949–1950 och lärare i läsning av gamla handskrifter 1946–1955. Han var viceordförande i Finlands vetenskapliga biblioteks samfund 1954–1955, ordförande från 1956, ordförande i delegationen för de vetenskapliga biblioteken i Finland från 1957, medlem av Vetenskapliga samfundens delegation och styrelsen för Finska kyrkohistoriska samfundet. Han blev forskarmedlem av Finska historiska samfundet 1950 och utländsk medlem av Kungliga Humanistiska Vetenskapssamfundet i Uppsala 1962.